# Xanthetis
Xanthetis este un gen de insecte lepidoptere din familia Arctiidae.

Cladograma conform Catalogue of Life:
| Xanthetis | \| \| Xanthetis luzonica \| \| \| \| \| \| Xanthetis naringa \| \| \| \| \| \| Xanthetis obiensis \| \| \| \| \| \| Xanthetis pardalina \| \| \| \| |
|           | \| \| Xanthetis luzonica \| \| \| \| \| \| Xanthetis naringa \| \| \| \| \| \| Xanthetis obiensis \| \| \| \| \| \| Xanthetis pardalina \| \| \| \| |
|           | Xanthetis luzonica |
|           | |
|           | Xanthetis naringa |
|           | |
|           | Xanthetis obiensis |
|           | |
|           | Xanthetis pardalina |
|           | |